# Methylobacterium
Methylobacterium ist eine Gattung innerhalb der Ordnung Hyphomicrobiales. Methylobacterium spp. sind Umweltkeime, deren namensgebende Stoffwechseleigenschaft es ist, Methylgruppen verwerten zu können. Sie sind selten krankheitsauslösend, jedoch häufig an der Bildung von Biofilmen beteiligt.

## Charakterisierung
Arten der Gattung Methylobacterium sind langsam wachsende, aerobe, (meist) oxidasepositive, gramnegative Bakterien, die auf einer Vielzahl von Nährmedien in Form rosa- bis korallenfarbene Kolonien wachsen, was auch „The pink phantom“ genannt wird. Sie gedeihen außer auf Blut- und MacConkey-Agar noch auf einer Reihe anderer Nährmedien wie beispielsweise Sabouraud-, Thayer-Martin- und Holzkohle-Hefe-Agar und bilden dabei trocken imponierende Kolonien aus. Ihre Temperaturansprüche sind, bis auf wenige Ausnahmen, auf unter 40 °C beschränkt (Mesophilie). Dies ist ein Differenzierungskriterium zu den ihnen verwandten und ebenfalls rosa wachsenden Arten der Gattung Roseomonas, die bei 42 °C noch Wachstum zeigen und deren Kolonien zudem in der Regel optisch feuchter wirken.
Im mikroskopischen Präparat (Grampräparat) zeigen Methylobacterium spp. sporenlose, pleomorphe, kokkoide Stäbchen und teilweise gramvariabel erscheinendes Verhalten.

## Bedeutung, Nutzen, Schaden
Bis zur Definition der Gattung Methylobacterium, waren einzelne Arten anderen Gattungen wie Pseudomonas, Protomonas, Protaminobacter und Vibrio zugeordnet. Zwei der bedeutenderen Arten sind Methylobacterium extorquens und Methylobacterium mesophilicum. Insbesondere M. mesophilicum, ist Gegenstand aktueller Forschung, da dies biotechnologisch interessant ist. Es werden vielseitige mögliche Anwendungen postuliert, so zum Beispiel: Polymerproduktion, Hormonproduktion und Bioremediation (biologische Entgiftung), da diese Bakterien ausgeprägte zersetzende Eigenschaften aufweisen. Methylobakterien werden gelegentlich als Kontaminanten (also Verunreiniger verschiedener Materialien und biologischer Proben), jedoch selten als Krankheitsauslöser gefunden, da sie wenig virulent sind, sprich nur wenig Potential haben Krankheiten auszulösen. Tritt ein solcher seltener Fall jedoch auf, ist dies häufig mit einliegendem Fremdmaterial / einliegenden Fremdkörpern verbunden, also Material das natürlicherweise nicht im Organismus vorkäme wie beispielsweise Venenverweilkanülen, Harnblasenkatheter und anderes mehr. Dies ist mit der Eigenschaft von Methylobakterien assoziiert, Biofilme bilden zu können. Innerhalb von Biofilmen lagern sich verschiedenartige Bakterien schichtartig zu einem Verbund zusammen und sind so lange harmlos, wie sich keine vermehrungsfähigen krankmachenden bzw. nur wenige Bakterien aus dem Verbund lösen. Lösen sich aber zum Beispiel vermehrungsfähige Methylobakterien in relevanter Menge aus einem Biofilm, dann kann es zum Eintrag in den Blutstrom kommen, wobei man dann von einer Bakteriämie spricht, solange dies ohne allgemeine Entzündungszeichen bleibt. Kommt es in diesem Zusammenhang zu einer echten Infektion, ist die Fachbezeichnung nicht Bakteriämie, sondern Sepsis. Weitere mögliche Infektionen mit Methylobakterien sind: Peritonitiden (Bauchfellentzündungen), Harnwegsinfekte u. a. m. 

## Therapie
Infektionen mit Methylobakterien sind in der Regel Krankenhaus-, bzw. mit dem Gesundheitssystem assoziiert und betreffen häufig immunologisch eingeschränkte Personen in Form opportunistischer Infektionen. Therapeutisch muss bedacht werden, dass Methylobakterien Betalaktamasen bilden können. Antibiotika wie Carbapeneme, Ciprofloxacin und Trimethoprim-Sulfamethoxazol sind in der Regel wirksam.